# Almașu de Mijloc
Almașu de Mijloc – wieś w Rumunii, w okręgu Alba, w gminie Almașu Mare. W 2011 roku liczyła 159 mieszkańców.